# Atol

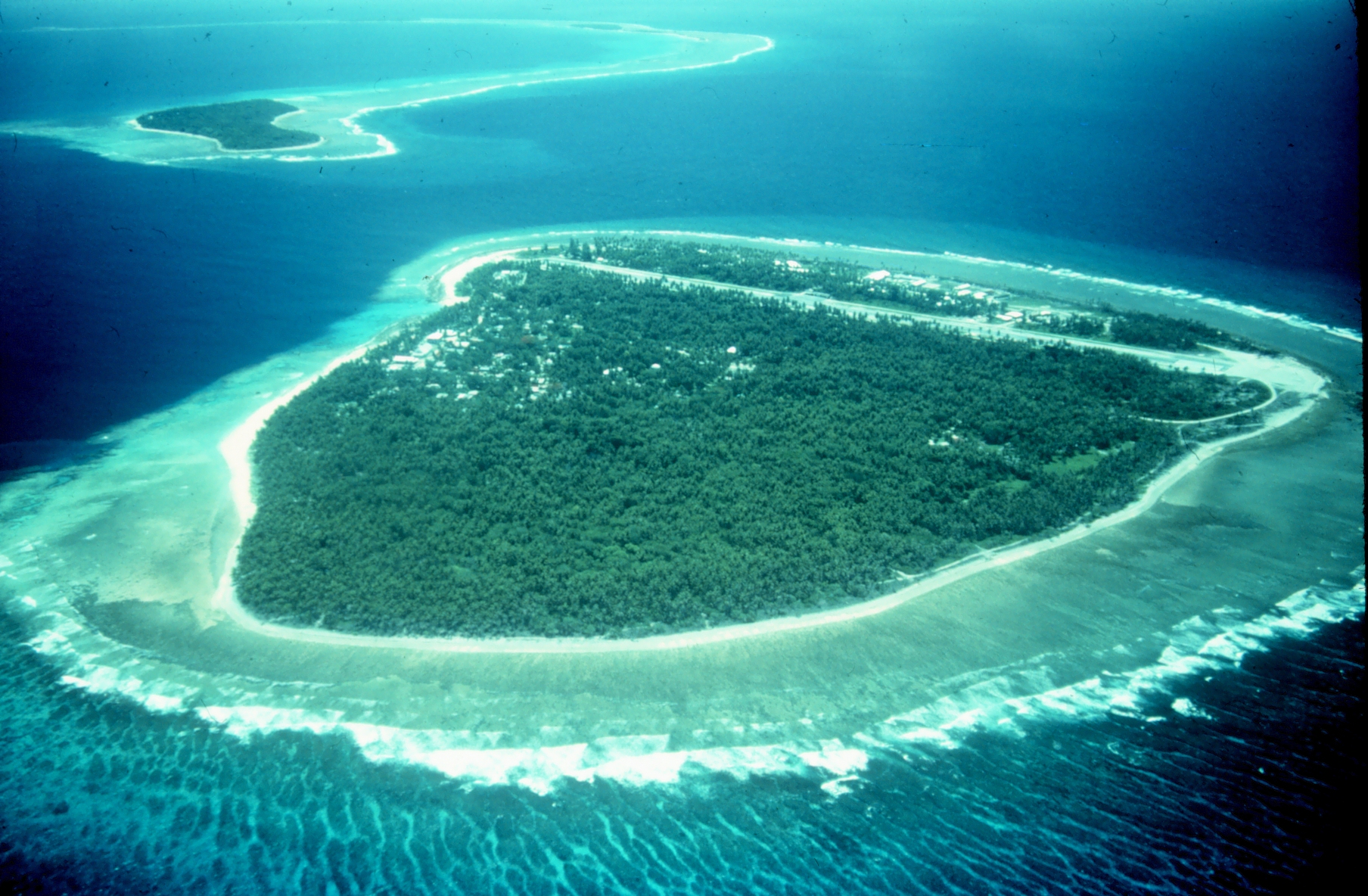
Letecký pohled na atol Yap v Tichém oceánu.

Atol je typ ostrova v tropických mořích, který se skládá z kruhovitého korálového útesu, jenž obklopuje lagunu.

## Vývoj atolu

Animace ukazuje vývoj atolu. Kolem sopečného kužele se začnou tvořit korály a sopečný kužel se vlivem eroze snižuje

Atol vzniká postupnou přeměnou podmořských sopek. Je-li erupce podmořské sopky dostatečně silná (či opakovaná), vynoří se ze dna oceánu sopečný kužel, který vznikl z mořské sopky. Mořské sopky se mohou pohybem tektonických desek pomalu posouvat a v místě původního epicentra mohou postupně vznikat další a další sopečné ostrovy. Tímto způsobem dochází ke vzniku celých sopečných souostroví.
Další nezbytnou podmínkou pro vznik atolu je teplá a čistá voda (koráli rostou jen mezi 30° s.š a 30° j.š.). Jedině tak se kolem vyhaslé sopky začne vytvářet korálový útes, lemující pobřeží sopečného ostrova. Pokles geologického podloží a eroze způsobují, že se sopečný kužel začne rozpadat a pomalu se potápí do vod oceánu. Korálový útes se naopak rozrůstá a v cestě za světlem se přibližuje k mořské hladině. Takto postupně vzniká bariérový útes. Postupem času původní sopečný ostrov zmizí pod vodou a nad hladinou oceánu zůstane korálový prstenec, atol, který uzavírá mořskou lagunu.
Celý proces trvá miliony let a atol není konečnou fází. Postupně se totiž rozpadá a potápí i korálový ostrov a po čase i on zmizí pod hladinou oceánu.
Teorii vzniku a vývoje korálových ostrovů vypracoval Charles Darwin.

## Příklady
- Aldabra
- Bikini
- Eniwetok
- Kwajalein
- Maledivy
- Mururoa
- Nukulaelae
- Rangiroa
- Wake